# Anastasija Kalina
Anastasija Wiaczesławowna Kalina (rus. Анастасия Вячеславовна Калина, biał. Настасся Вячаславаўна Каліна, Nastassia Wiaczasławauna Kalina; ur. 1 września 1989 w Pskowie) – białoruska biathlonistka rosyjskiego pochodzenia, mistrzyni świata juniorów w sztafecie, trzykrotna medalistka mistrzostw świata juniorów, siedmiokrotna medalistka mistrzostw Europy.
Pod koniec 2013 roku Anastasija Kalina zmieniła swoje obywatelstwo z rosyjskiego na białoruskie.

## Osiągnięcia

### Mistrzostwa świata juniorów
| 2008 Ruhpolding (Niemcy) | 9. miejsce (IN), 10. miejsce (SP), 4. miejsce (PU), 5. miejsce (RL) |
| 2009 Canmore (Kanada)    | 8. miejsce (SP), 6. miejsce (PU), 2. miejsce (RL)                   |
| 2010 Torsby (Szwecja)    | 4. miejsce (IN), 4. miejsce (SP), 2. miejsce (PU), 1. miejsce (RL)  |

### Mistrzostwa Europy
| 2009 Ufa (Rosja)         | 2. miejsce (SP), 4. miejsce (PU), 1. miejsce (RL)                    |
| 2010 Otepää (Estonia)    | 12. miejsce (IN), 2. miejsce (SP), 2. miejsce(PU), 2. miejsce(RL)    |
| 2014 Nove Mesto (Czechy) | 2. miejsce (IN), 14. miejsce (SP), 12. miejsce (PU), 1. miejsce (RL) |

### Puchar IBU

#### Miejsca w klasyfikacji generalnej
| Sezon     | Miejsce |
| --------- | ------- |
| 2009/2010 | 43      |
| 2010/2011 | 25      |

#### Miejsca na podium chronologicznie
| Lp. | Dzień        | Rok  | Miejscowość | Konkurencja      | Lokata | Pudła | Czas biegu  | Strata | Zwycięzca |
| --- | ------------ | ---- | ----------- | ---------------- | ------ | ----- | ----------- | ------ | --------- |
| 1.  | 28 listopada | 2010 | Beitostølen | Sprint na 7,5 km | 1.     | 0+1   | 21:52.7 min | –      | –         |